# لماذا كان ماركس على حق؟
لماذا كان ماركس على حق هو كتاب واقعي صدر عام 2011 من تأليف الأكاديمي البريطاني تيري إيجلتون حول فيلسوف القرن التاسع عشر كارل ماركس والمدارس الفكرية، المعروفة مجتمعة باسم الماركسية، التي نشأت من عمله. يلخص عشرة اعتراضات على الماركسية قد يتمسك بها ويهدف إلى دحض كل منها على حدة. وتشمل هذه الحجج أن الماركسية ليست ذات صلة بسبب الطبقات الاجتماعية المتغيرة في العالم الحديث، وأنها حتمية وطوباوية، وأن الماركسيين يعارضون جميع الإصلاحات ويؤمنون بالدولة الاستبدادية.
في حججه المضادة، يشرح إيجلتون كيف أن الصراع الطبقي هو محور الماركسية، وأن التاريخ يُنظر إليه على أنه تطور لأنماط الإنتاج، مثل الإقطاعية والرأسمالية، بما في ذلك المواد والتكنولوجيا والعلاقات الاجتماعية اللازمة لإنتاج السلع والخدمات داخل المجتمع. في ظل الاقتصاد الرأسمالي، الطبقة العاملة، المعروفة باسم البروليتاريا، هي تلك الطبقة التي تفتقر إلى استقلالية كبيرة في ظروف عملهم، وليس لديهم سيطرة على وسائل الإنتاج. يصف إيجلتون كيف يمكن للثورات أن تؤدي إلى نمط جديد من الإنتاج - الاشتراكية - حيث تسيطر الطبقة العاملة، ويمكن للمجتمع الشيوعي في نهاية المطاف أن يؤدي إلى اضمحلال الدولة. يستكشف فيه إخفاقات الاتحاد السوفييتي والدول الماركسية اللينينية الأخرى.
بصفته مؤلفًا لكل من الكتب المتخصصة والعامة في مجالات النظرية الأدبية والماركسية والكاثوليكية، رأى إيجلتون أن اللحظة التاريخية مناسبة لهذا الكتاب؛ قال النقاد إن الكتاب كان جزءًا من عودة الفكر الماركسي بعد الأزمة المالية 2007-2008. نشر الكتاب لأول مرة في عام 2011 وأعيد طبعه في عام 2018 بمناسبة مرور 200 عام على ميلاد ماركس. وفي كندا، دخل قائمة ماكلين الأكثر مبيعًا لمدة أسبوعين في عام 2011.
اختلف النقاد حول ما إذا كان الكتاب قد نجح في إظهار أهمية الماركسية. نال أسلوبه النثري الثناء باعتباره بارعًا ويمكن الوصول إليه من بعض المراجعين، فضلاً عن انتقادات الآخرين لأنه يفتقر إلى الفكاهة ويستخدم التأكيدات بدلاً من الحجج. الخبراء، الذين اختلفوا حول ما إذا كانت اعتراضات إيجلتون التي اختارها مجرد رجال قش، هي نوع من أنواع الحجج والمغالطات غير الرسمية، اقترحوا أن الكتاب كان سيستفيد من تغطية نظرية قيمة العمل، والأزمة المالية 2007-2008 والفكر الماركسي الحديث. ومع ذلك، فقد تم الإشادة بتعليق إيجلتون على المادية التاريخية.
تعرض كتاب "لماذا كان ماركس على حق" لانتقادات كبيرة بسبب دفاعه عن الاتحاد السوفييتي ما قبل الستالينية والدول الماركسية الأخرى. يعتقد بعض المراجعين أيضًا أنه يحتوي على أخطاء اقتصادية ويحرف آراء ماركس حول الطبيعة البشرية والإصلاح ومواضيع أخرى.

## خلفية

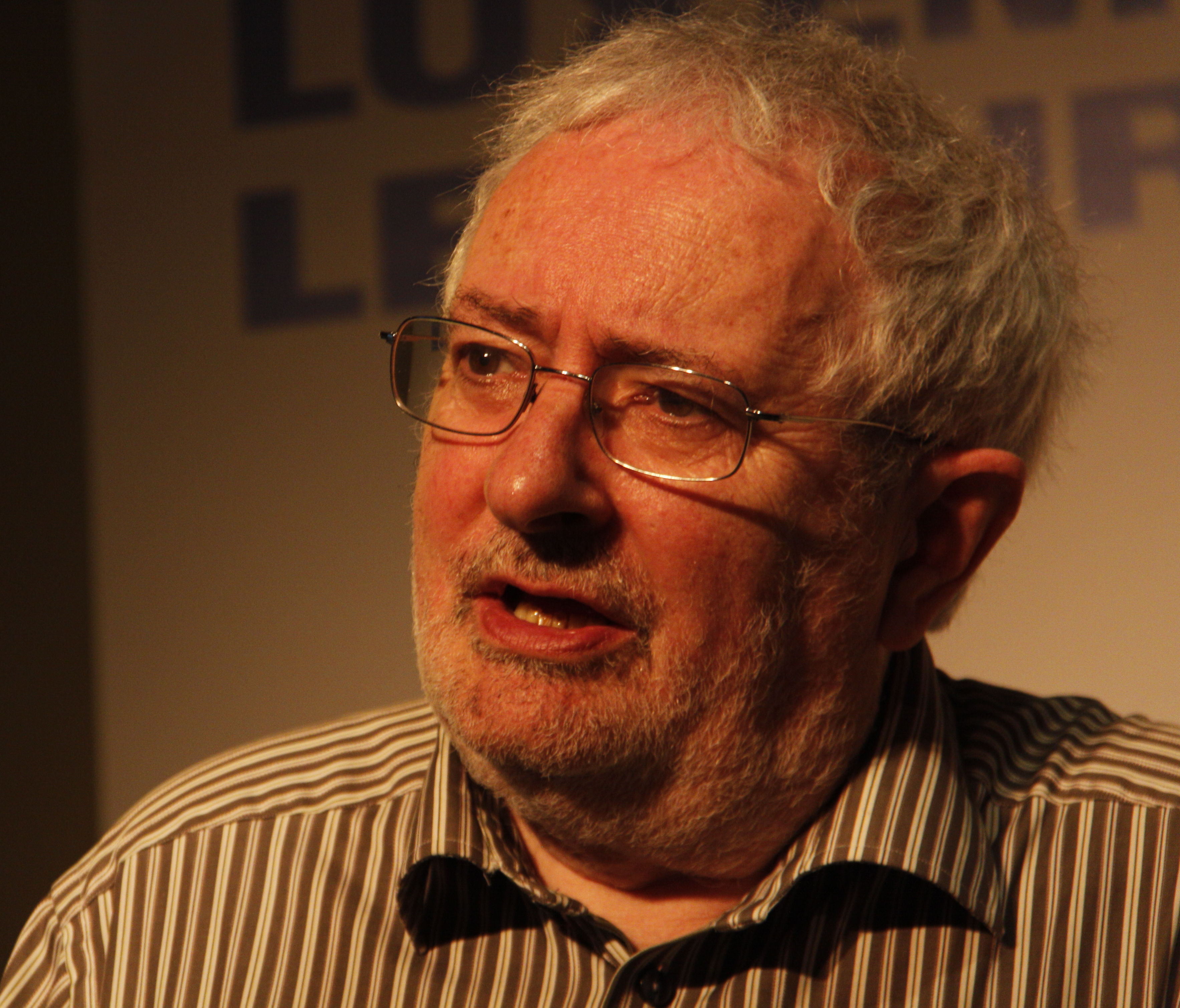
المؤلف تيري إيجلتون في عام 2013

تيري إيجلتون أكاديمي في مجالات النظرية الأدبية والماركسية والكاثوليكية. تحول إلى اليسار عندما كان طالبًا جامعيًا في جامعة كامبريدج في الستينيات، ليجد نفسه عند تقاطع اليسار الجديد والتقدمية الكاثوليكية في إصلاحات المجمع الفاتيكاني الثاني. انضم إلى فرع الاشتراكيين الأمميين في المملكة المتحدة ثم إلى رابطة العمال الاشتراكية [الإنجليزية]. عرض كتابه "النقد والأيديولوجية" (1976) مقاربة ماركسية للنظرية الأدبية. صعد إلى الصدارة بكتابه "النظرية الأدبية: مقدمة [الإنجليزية]" (1983)، وهو من أشهر أعماله. قال الأكاديمي آلان جاكوبس [الإنجليزية] في كتابه أول الأشياء [الإنجليزية] إن أسلوبه في الكتابة يتمتع "بذكاء وأناقة" كان غير عادي في النظرية الأدبية في ذلك الوقت. بعد حصوله على درجة الأستاذية في الأدب الإنجليزي في جامعة أكسفورد (1992-2001) والنظرية الثقافية في جامعة مانشستر (2001-2008)، تولى إيجلتون تعيينات زائرة في جامعات حول العالم.
يستخدم إيجلتون في كتابه عددًا من المصطلحات من الفلسفة الماركسية، التي نشأت من أفكار الفيلسوف الألماني في القرن التاسع عشر كارل ماركس. في وصف استخدام المجتمع للعمالة، يستخدم عبارة وسائل الإنتاج لوصف المواد الخام والأدوات اللازمة لإنتاج السلع والخدمات؛ وتشير القوى المنتجة [الإنجليزية] بشكل جماعي إلى وسائل الإنتاج والمعرفة الإنسانية وتقسيم العمل داخل المجتمع. لدى المجتمع أيضًا علاقات إنتاج: أدوار مثل العمل المأجور، حيث يبيع الشخص عمله إلى رئيسه مقابل المال. وإن قوى الإنتاج وعلاقات الإنتاج – التي تسمى مجتمعة نمط الإنتاج – ينظر إليها ماركس على أنها تصف البنية الأساسية للمجتمع؛ تشمل أمثلة أنماط الإنتاج الرأسمالية والإقطاعية.
في النظرية الطبقية الماركسية، ينتمي الشخص إلى طبقة اجتماعية محددة (مثل الطبقة العاملة) بناءً على الدور الذي يلعبه في نمط الإنتاج. في الرأسمالية، على سبيل المثال، البرجوازية هي فئة من أصحاب الممتلكات الذين يسيطرون على وسائل الإنتاج. حدد ماركس نمطًا لطبقة اجتماعية واحدة تعمل على تطوير قوى الإنتاج حتى تصبح علاقات الإنتاج عائقًا أمام المزيد من التقدم. يعتبر الصراع الطبقي – وهو التوتر الأساسي المقترح بين الطبقات المختلفة – أمرًا أساسيًا لفهم الماركسيين لكيفية إنشاء نمط جديد للإنتاج. ولأنه رأى أن التطور المجتمعي متجذر في الظروف المادية وليس في الأفكار المجردة، كان ماركس ماديًا تاريخيًا، وليس مثاليًا. القاعدة والبنية الفوقية هو نموذج مادي لوصف المجتمع، حيث يُنظر إلى نمط الإنتاج ("القاعدة") على أنه يشكل الجوانب الأخرى للمجتمع: الفن والثقافة والعلوم وما إلى ذلك ("البنية الفوقية").

## ملخص
توضح فصول إيجلتون عشرة اعتراضات نظرية على الماركسية، يتبع كل منها حجته المضادة. يبدأ بالاعتراض على أن الطبقة الاجتماعية تلعب دورًا أقل في مجتمعات ما بعد الصناعة، مما يجعل نظرية الطبقة الماركسية غير قابلة للتطبيق. حجة إيجلتون المضادة هي أن الظواهر التي توقعها ماركس مثل العولمة والتغيرات المجتمعية منذ عصر ماركس لم تغير طبيعة الرأسمالية بشكل جذري. ويرى أن قمع الحركة العمالية كان السبب الرئيسي لانخفاض الدعم الشعبي للماركسية منذ منتصف السبعينيات فصاعدًا.
الاعتراض الثاني هو أن الحكم الماركسي يؤدي إلى القتل الجماعي، والتعدي على الحريات، وغير ذلك من المصاعب. يصف إيجلتون في هذا الفصل مقاربات الاشتراكية التي تختلف عن تلك التي اتبعتها الدول الشيوعية ويقارن إخفاقات الشيوعية بالإخفاقات الرأسمالية. فيما يتعلق بماركس وفلاديمير لينين وتروتسكي، حدد إيجلتون الشروط التي يعتقد أنها مطلوبة لنجاح الاشتراكية: السكان المتعلمون، والازدهار، والدعم الدولي بعد ثورة أولية. ويقول إن الاشتراكية ذات الموارد المادية غير الكافية تؤدي إلى أنظمة مثل روسيا الستالينية، والتي انتقدها الماركسيون التروتسكيون والاشتراكيون التحرريون. هناك طريقة بديلة للإنتاج وهي اشتراكية السوق، حيث تكون وسائل الإنتاج مملوكة بشكل جماعي، ولكن التعاونيات العمالية الديمقراطية سوف تتنافس في ظروف السوق.
ثالثًا، يجادل إيجلتون ضد الموقف القائل بأن الماركسية تتطلب الاعتقاد بأن التغيير المجتمعي محدد مسبقًا. كانت وجهة نظر ماركس هي أن المجتمعات يمكن أن تتطور في اتجاهات مختلفة، على سبيل المثال، يمكن للرأسمالية أن تتعرض للركود، أو تؤدي إلى الاشتراكية أو الفاشية. وبالتالي فهي ليست حتمية.

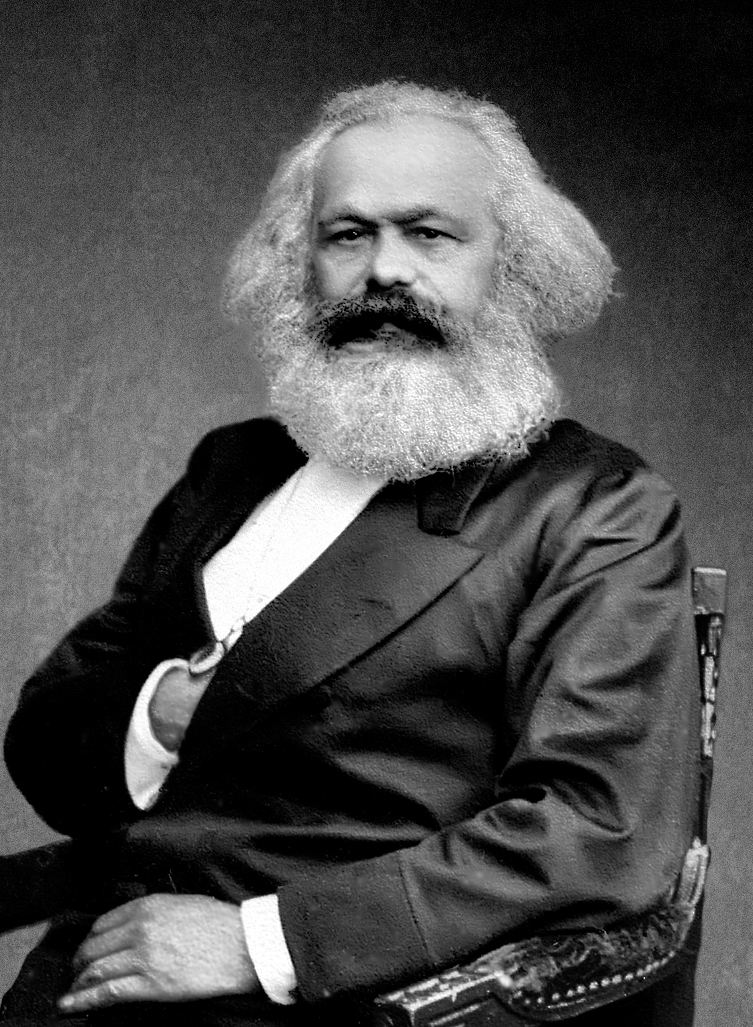
كارل ماركس (1818–1883)

رابعا، الادعاء بأن الماركسية هي طوباوية، تمحو الطبيعة البشرية لتصور عالماً مثالياً. ومع ذلك، كان ماركس متشككًا في الاشتراكيين الطوباويين ولم يهدف إلى وصف مستقبل مثالي. لقد كان ماديًا يتجنب المثالية، في مواجهة الفكر التنويري الليبرالي. من المحتمل أن ماركس اعتقد أن الطبيعة البشرية موجودة، وفقًا لإيجلتون، الذي كتب أن الاشتراكية لن تتطلب الإيثار من كل مواطن، بل فقط تغيير هيكلي للمؤسسات الاجتماعية. ماركسية، فردانية، نظر إلى التوحيد باعتباره سمة من سمات الرأسمالية، والشيوعية باعتبارها تحقيقًا للحرية الفردية. لقد رفض وجهة النظر البرجوازية للمساواة باعتبارها مجردة للغاية وتحجب عدم المساواة المتأصلة في الرأسمالية.
ويحلل الفصل الخامس ما إذا كانت الماركسية هي شكل من أشكال الحتمية الاقتصادية، التي تقدم الحياة بأكملها من خلال إطار ضيق للاقتصاد الماركسي. على الرغم من أن الماركسيين ينظرون إلى التاريخ باعتباره دراسة لأنماط الإنتاج المتقدمة، فقد فعل ذلك أيضًا مفكرو التنوير مثل آدم سميث. وإن نموذج ماركس الأساسي والبنية الفوقية ليس حتميًا، وفقًا لإيجلتون، حيث أن البنية الفوقية لا تحدد بالكامل بواسطة القاعدة، ويمكن أن تتسبب أيضًا في تغيير القاعدة. في الماركسية، قد يحدد الصراع الطبقي تقدم المجتمع، لكن الطبقة ليست مجرد وضع اقتصادي: فهي مرتبطة بالتقاليد والقيم والثقافة.
سادسا: التأكيد على أن المادية الماركسية ترفض الروحانية وترى في الوعي مجرد ظاهرة فيزيائية. على الرغم من أن الماديين السابقين رأوا أن البشر مجرد مادة، إلا أن شكل ماركس من المادية بدأ بالمفهوم الأساسي القائل بأن الناس كائنات نشطة ولها قوة. في قراءة إيجلتون لماركس، العقل البشري ليس شيئًا مختلفًا عن الجسم البشري، والروحانية والوعي هما أمران يتعلقان بالتجارب الجسدية. يسرد إيجلتون الهياكل، مثل الكنائس الأمريكية المولودة من جديد، والتي يمكن أن تكون جزءًا من البنية التحتية والبنية الفوقية، وجوانب الحياة، مثل الحب، التي لا يمكن تصنيفها على أنها أيضًا.
أطر الفصل السابع بحجة مناهضة للماركسية مفادها أن الحراك الاجتماعي آخذ في الازدياد وأن الطبقات الاجتماعية قد تغيرت منذ أيام ماركس، مما يجعل الأيديولوجية قد اضمحلت. ومع ذلك، يرى إيجلتون أن الرأسمالية الحديثة تخفي عدم المساواة الطبقية التي لا تزال موجودة. في الماركسية، الطبقة تدور حول دور الشخص في الإنتاج وليس نظرته. تشمل البروليتاريا (الطبقة العاملة) كل من ليس لديه سوى القليل من السيطرة على عملهم، الذي يضطرون إلى بيعه لتعزيز رأس مال رئيسهم. يجادل إيجلتون بأن أفكار ماركس مرنة في مواجهة التغيرات منذ حياته. وفي عصر ماركس، كانت خادمات المنازل أكبر مجموعة من البروليتاريا، لكن ماركس حدد طبقة وسطى متنامية من الإداريين والمديرين. يمكن أن يكون العمال ذوي الياقات البيضاء من الطبقة العاملة، وترتبط الثقافة والعرق والهوية والجنس بالطبقة الاجتماعية.
ثامناً، هو أن الماركسيين يدعون إلى ثورة عنيفة تقوم بها أقلية من الناس الذين سيقيمون مجتمعاً جديداً، مما يجعلهم مناهضين للديمقراطية ومناهضين للإصلاح. يقول إيجلتون إن بعض الثورات، مثل ثورة أكتوبر (البلشفية)، كانت أقل عنفًا من إصلاحات حركة الحقوق المدنية الأمريكية، على سبيل المثال؛ فهو يرى الثورة على أنها عملية طويلة ذات أسباب طويلة المدى. ورغم اعترافه بأن الماركسية أدت إلى قدر كبير من سفك الدماء، فإن إيجلتون يزعم أن الرأسمالية أدت إلى الكثير من الدماء، ولا يدافع سوى قِلة من الماركسيين المعاصرين عن جوزيف ستالين أو ماو تسي تونغ. تتطلب الثورة الاشتراكية من الطبقة العاملة الإطاحة بالبرجوازية، وهو عمل ديمقراطي، حيث أن معظم الناس ينتمون إلى الطبقة العاملة. على الرغم من أن بعض الشيوعيين، الذين يعتبرون "يساريين متطرفين"، يرفضون جميع محاولات الديمقراطية والإصلاح البرلمانية، إلا أن آخرين يستخدمونها للعمل من أجل الثورة. شارك ماركس في الجماعات الإصلاحية مثل النقابات العمالية وربما كان يعتقد أنه يمكن تحقيق الاشتراكية سلمياً في بعض البلدان.
تاسعاً، الحجة القائلة بأن الماركسية ستنشئ دولة استبدادية يقودها دكتاتور. على الرغم من أن ماركس تحدث عن "ديكتاتورية البروليتاريا"، إلا أن الدكتاتورية في عصره كانت تعني "حكم الأغلبية". وبدلاً من الاستبداد، أراد اضمحلال الدولة - فالمجتمع الشيوعي لن يكون لديه دولة عنيفة للدفاع عن الوضع الراهن، على الرغم من بقاء الهيئات الإدارية المركزية. لا يرغب الماركسيون المعاصرون في قيادة دولة استبدادية لأنهم يعتقدون أن السلطة التي تحتفظ بها المؤسسات المالية الخاصة ستجعل الاشتراكية عبر سيطرة الدولة مستحيلة.
الفكرة الأخيرة هي أن الحركات الراديكالية الأخيرة - بما في ذلك حركة حماية البيئة والنسوية وتحرير المثليين - مستقلة عن الماركسية وتجعلها منقرضة. يهدف إيجلتون إلى إظهار أن الماركسية كان لها دور في كل من هذه الحركات. يكتب أن بعض الثقافة الماركسية هي أبوية (أي السلطة في أيدي الرجال)، لكن الماركسية والنسوية تلاقحتا كنسوية ماركسية. دمجت القومية الإفريقية [الإنجليزية] الأفكار الماركسية ودعم البلاشفة حق تقرير المصير، على الرغم من تحدث ماركس لصالح الإمبريالية في بعض الحالات. فيما يتعلق بموضوع المذهب الطبيعي، يصف إيجلتون آراء ماركس حول التفاعل بين البشر والطبيعة: التاريخ البشري جزء من التاريخ الطبيعي، ولكن في ظل الرأسمالية، يُنظر إلى الطبيعة كمورد فقط.

## تاريخ النشر
نُشر الكتاب بغلاف مقوى في 17 يونيو 2011 (ردمك 9780300181531) وفي غلاف ورقي في عام 2012. الطبعة الثانية بمقدمة جديدة (ردمك 9780300231069) بمناسبة الذكرى المئوية الثانية لماركس في عام 2018، مصحوبًا بكتاب صوتي قرأه روجر كلارك. ونشرت مجلة كومنويل مقتطفًا من الكتاب الأصلي.
طوال حياته المهنية، سعى إيجلتون إلى التناوب بين الكتب المتخصصة والكتب المخصصة للقارئ العام؛ ويندرج هذا الكتاب في الفئة الأخيرة. وقال إن اللحظة التاريخية كانت مناسبة للكتاب. رأى إيجلتون أن هجمات 11 سبتمبر والأزمة المالية 2007-2008 هي أزمات جعلت الرأسمالية أكثر وضوحًا في الحياة اليومية. في حين أن الماركسية كانت غير عصرية بسبب إخفاقات الاتحاد السوفييتي والصين الحديثة، إلا أن هذه الأزمات تسببت في عودة ظهور الفكر الماركسي، مما أدى إلى ظهور كتب مثل كتاب جيرالد كوهين لماذا ليست الاشتراكية؟ (2009)، وكتاب آلان باديو الفرضية الشيوعية (2010).
كان الدافع وراء إيجلتون هو "الشعور بأهمية ماركس المستمرة في عالم يبدو فيه أنه عفا عليه الزمن". كان إيجلتون مهتمًا بالغرور البلاغي للدفاع عن الماركسية ضد النقاط الفردية لانتقادات الأشخاص العاديين، وأن الماركسية "غير ذات صلة أو مسيئة أو سلطوية أو ذات مظهر رجعي"، ويعتقد أن آراء ماركس كانت "كاريكاتورية بشكل غير عادي". في حديث له، روى إيجلتون أن أحد القراء أرسل رسالة يسأل فيها لماذا لم يُطلق على الكتاب اسم "لماذا ماركس على حق" بصيغة المضارع، وأجبته "لأنه قد مات".
ويرى إيجلتون، وهو من عائلة كاثوليكية أيرلندية، أن الفصل السادس من الكتاب هو من بين أهم الفصول في جداله بأن الروحانية مرتبطة بالعالم المادي كوسيلة لمناقشة "العلاقات الإنسانية والحقائق التاريخية والعدالة" ومواضيع أخرى، ورسم روابط بين اللاهوت الكاثوليكي وقاعدة ماركس وبنيته الفوقية.

## الاستقبال
أمضى الكتاب أسبوعين في قائمة الكتب العشرة الأكثر مبيعًا غير الخيالية الصادرة عن مجلة ماكلين الكندية في يونيو 2011. في عام 2016، أصبح الكتاب من أكثر الكتب مبيعًا في كالغاري.

## أنظر أيضا
- ما الذي يعنيه ماركس حقا [الإنجليزية]، كتاب صدر عام 1934 قام بتحديث الماركسية بالمثل لعصرها
- التاريخ والوعي الطبقي [الإنجليزية]، كتاب صدر عام 1923 عن ماركس وهيجل والبلشفية
- نقد ماركس للاقتصاد السياسي أساس فكر ماركس الاقتصادي.

## ملحوظات
1. ↑  Quoted in Spanish: "la sensación de continua relevancia de Marx en un Mundo en el que parece estar tan obsoleto".[22]

1. ↑  Quoted in Spanish: "espiritualidad simplemente es otra manera de hablar de las Relaciones humanas, de las realidades históricas, de Justicia, etc."[17]

## الفهرس
كتب
- Bottomore، Thomas (1991). A Dictionary of Marxist Thought (ط. 2nd). وايلي (ناشر). ISBN:9780631164814.
- Eagleton، Terry (2018). Why Marx Was Right (ط. 2nd). مطبعة جامعة ييل. ISBN:9780300231069.
- Harvey، David (2010). A Companion to Marx's Capital (ط. 1st). Verso Books. ISBN:9781844673599.
- Sewell، Rob؛ Woods، Alan (2015). "Glossary". What Is Marxism? (ط. 2nd). التيار الماركسي الأممي. ISBN:9781900007573. مؤرشف من الأصل في 2024-04-05.
- Smith، James (2013). "The Context of the British Christian Left". Terry Eagleton. Key Contemporary Thinkers. وايلي (ناشر). ISBN:9780745657950.

مجلات ومقالات صحفية
- Archer، Jeff (2013). "Why Marx Was Right (Review)". Social Alternative. ج. 32 ع. 1: 58. ISSN:0155-0306. بروكويست 1447238558. {{استشهاد بدورية محكمة}}: templatestyles stripmarker في |المعرف= في مكان 1 (مساعدة)
- Bergfeld، Mark (2014). "Why Marx Was Right (Review)". Rethinking Marxism. ج. 26 ع. 24: 601–603. DOI:10.1080/08935696.2014.947767. ISSN:0893-5696. S2CID:144483763.
- Brown، Morgan Alexander (2011). "Review of Eagleton's Why Marx Was Right". Libertarian Papers. ج. 3 ع. 11. ISSN:1947-6949. بروكويست 1221520760. {{استشهاد بدورية محكمة}}: templatestyles stripmarker في |المعرف= في مكان 1 (مساعدة)
- Casey، Gerard (2016). "The End of Socialism (Review)". The Review of Austrian Economics. ج. 29 ع. 3: 331–335. DOI:10.1007/s11138-015-0299-7. ISSN:0889-3047. S2CID:151186807. بروكويست 1811034714. {{استشهاد بدورية محكمة}}: templatestyles stripmarker في |المعرف= في مكان 1 (مساعدة)
- Diente, Pablo Martínez (2014). "Encuentro con Terry Eagleton: la perenne urgencia del ingenio" [Wit's Perennial Urgency: an Encounter with Terry Eagleton]. RILCE (بالإسبانية). 30 (1): 268–286. DOI:10.15581/008.30.339. hdl:10171/37004. ISSN:0213-2370. S2CID:252976123. بروكويست 1628380498. {{استشهاد بدورية محكمة}}: templatestyles stripmarker في |المعرف= في مكان 1 (help)
- Dubhashi، Devdatt (2011). "Correcting Popular Misconceptions of Marx". إكونوميك أند بوليتيكال ويكلي  [لغات أخرى]‏. ج. 46 ع. 48: 35–36. ISSN:0012-9976. JSTOR:41319431.{{استشهاد بدورية محكمة}}:  صيانة الاستشهاد: علامات ترقيم زائدة (link)
- Foley، Barbara (2013). "Why Marx Was Right (Review)". Science & Society. ج. 77 ع. 2: 259–261. ISSN:0036-8237. JSTOR:24584641.
- Goldstein، Philip (2015). "Why Marx Was Right (Review)". Symploke. ج. 22 ع. 1/2: 402–404. ISSN:1069-0697. بروكويست 1650876484. {{استشهاد بدورية محكمة}}: templatestyles stripmarker في |المعرف= في مكان 1 (مساعدة)
- Jacobs، Alan (2011). "A Prophet Wrongly Honored". First Things ع. 214: 21–26. ISSN:1047-5141. بروكويست 867852180. {{استشهاد بدورية محكمة}}: templatestyles stripmarker في |المعرف= في مكان 1 (مساعدة)
- Reyes, José Carlos Castañeda (2014). "'El Islam [No Ha Sido] la Solución'. Egipto Bajo el Gobierno de los Hermanos Musulmanes (2012–2013)" ['Islam [Has Not Been] the Solution'. Egypt Under the Rule of the Muslim Brotherhood (2012–2013)]. Estudios de Asia y Africa (بالإسبانية). 49 (2): 528. ISSN:0185-0164. بروكويست 2427053281. {{استشهاد بدورية محكمة}}: templatestyles stripmarker في |المعرف= في مكان 1 (help)
- Singh، Paramjit (2013). "Why Marx Was Right (Review)". Social Scientist. ج. 41 ع. 7/8: 105–108. ISSN:0970-0293. JSTOR:23610491.
- "Why Marx Was Right (Review)". بابليشرز ويكلي. 28 مارس 2016. مؤرشف من الأصل في 2022-09-22. اطلع عليه بتاريخ 2021-08-08.
- Bethune، Brian (13 يونيو 2011). "Maclean's Bestsellers Compiled by Brian Bethune". مجلة ماكلين. ج. 124 رقم  22. ص. 76. ISSN:0024-9262. بروكويست 873777472. {{استشهاد بمجلة}}: templatestyles stripmarker في |المعرف= في مكان 1 (مساعدة)
- Bethune، Brian (20 يونيو 2011). "Maclean's Bestsellers Compiled by Brian Bethune". مجلة ماكلين. ج. 124 رقم  23. ص. 80. ISSN:0024-9262. بروكويست 873779387. {{استشهاد بمجلة}}: templatestyles stripmarker في |المعرف= في مكان 1 (مساعدة)
- Eagleton، Terry (8 أبريل 2011). "Was Marx Right?". كومنويل  [لغات أخرى]‏. ج. 138 رقم  7. ص. 9–12. ISSN:0010-3330. بروكويست 864102574. {{استشهاد بمجلة}}: templatestyles stripmarker في |المعرف= في مكان 1 (مساعدة)صيانة الاستشهاد: علامات ترقيم زائدة (link)
- Goldman، Samuel (أكتوبر 2011). "Baby Boomers Make Their Marx". The American Conservative. ج. 10 رقم  10. ص. 47–49. ISSN:1540-966X. بروكويست 897942476. {{استشهاد بمجلة}}: templatestyles stripmarker في |المعرف= في مكان 1 (مساعدة)
- Gray، John (23 يونيو 2011). "The Return of an Illusion". ذا نيو ريببلك. مؤرشف من الأصل في 2023-09-30. اطلع عليه بتاريخ 2021-08-09.
- Inglis، Fred (30 يونيو 2011). "Nothing to Lose But His Nostalgia". مجلة تايمز للتعليم العالي. ص. 50. ISSN:0049-3929. بروكويست 884260103. {{استشهاد بمجلة}}: templatestyles stripmarker في |المعرف= في مكان 1 (مساعدة)
- Mayer، Jeremy D. (مارس–أبريل 2018). "Marx at 200". The American Interest. ج. 13 رقم  4. ص. 1–15. ISSN:1556-5777. بروكويست 2016962792. {{استشهاد بمجلة}}: templatestyles stripmarker في |المعرف= في مكان 1 (مساعدة)
- Miller، J.W. (أكتوبر 2011). "Why Marx Was Right (Review)". Choice Reviews. ج. 49 رقم  2. ص. 352. ISSN:0009-4978. بروكويست 899226819. {{استشهاد بمجلة}}: templatestyles stripmarker في |المعرف= في مكان 1 (مساعدة)
- O'Brien، Dennis (3 مايو 2011). "Why Marx Was Right (Review)". The Christian Century. ج. 128 رقم  9. ص. 44–47. ISSN:0009-5281. بروكويست 866276280. {{استشهاد بمجلة}}: templatestyles stripmarker في |المعرف= في مكان 1 (مساعدة)
- de Quirós, Lorenzo Bernaldo (1 Jun 2014). "¿De verdad que ha vuelto? Why Marx Was Right" [Has he really returned? Why Marx Was Right]. Actualidad Económica (بالإسبانية). p. 102. ISSN:0001-7655. بروكويست 1525984320. {{استشهاد بمجلة}}: templatestyles stripmarker في |المعرف= في مكان 1 (help)
- Tooze، Adam (4 نوفمبر 2011). "No Camps in Dorking" (PDF). The Times Literary Supplement. ع. 5666. ISSN:0307-661X. مؤرشف من الأصل (PDF) في 2024-05-06.
- Williamson، Kevin D. (مايو 2011). "Why Eagleton Is Wrong". كومينتاري (مجلة). مؤرشف من الأصل في 2023-05-29. اطلع عليه بتاريخ 2021-08-09.
- Wolff، Jonathan (2 نوفمبر 2018). "Readers of the World Unite". The Times Literary Supplement. مؤرشف من الأصل في 2023-05-26. اطلع عليه بتاريخ 2021-08-09.
- Bahnisch، Mark (4 مايو 2011). "Full Marx". الصحيفة الأسترالية. ص. 22. بروكويست 864524457. {{استشهاد بخبر}}: templatestyles stripmarker في |المعرف= في مكان 1 (مساعدة)
- Barry، Frank (2 يوليو 2011). "Could Marx Really Be Our Saviour?". آيرش تايمز  [لغات أخرى]‏. مؤرشف من الأصل في 2022-09-22. اطلع عليه بتاريخ 2021-08-11.{{استشهاد بخبر}}:  صيانة الاستشهاد: علامات ترقيم زائدة (link)
- Chetty، Kavish (26 سبتمبر 2011). "Marx Apologist Administers Antidote to Neo-Liberal Values". Cape Argus. ص. 11. بروكويست 896491557. {{استشهاد بخبر}}: templatestyles stripmarker في |المعرف= في مكان 1 (مساعدة)
- Chetty، Kavish (5 أكتوبر 2011). "High Marx for solid read Why Marx Was Right by Terry Eagleton". Daily News  [لغات أخرى]‏. Durban. بروكويست 894275806. {{استشهاد بخبر}}: templatestyles stripmarker في |المعرف= في مكان 1 (مساعدة)صيانة الاستشهاد: علامات ترقيم زائدة (link)
- Hatherley، Owen (21 مايو 2011). "Why Marx Was Right by Terry Eagleton – review". الغارديان. مؤرشف من الأصل في 2024-03-29. اطلع عليه بتاريخ 2021-08-08.
- Hunt، Tristram (29 مايو 2011). "Why Marx Was Right by Terry Eagleton – review". الغارديان. مؤرشف من الأصل في 2023-11-21. اطلع عليه بتاريخ 2021-08-08.
- Jeffries، Stuart (4 يوليو 2012). "Why Marxism Is on the Rise Again". الغارديان. مؤرشف من الأصل في 2024-04-26. اطلع عليه بتاريخ 2021-08-11.
- Macintyre، Stuart (7 مايو 2011). "Still Making His Marx: Ideas". ذي إيج. ص. 22. بروكويست 865568920. {{استشهاد بخبر}}: templatestyles stripmarker في |المعرف= في مكان 1 (مساعدة)
- McDowell، Lesley (8 أبريل 2012). "Why Marx Was Right (Review)". صنداي هيرالد  [لغات أخرى]‏. ص. 55. بروكويست 980158437. {{استشهاد بخبر}}: templatestyles stripmarker في |المعرف= في مكان 1 (مساعدة)صيانة الاستشهاد: علامات ترقيم زائدة (link)
- Quinn، Ben (3 فبراير 2018). "Marx Bicentenary to Be Marked by Exhibitions, Books – and Pub Crawls". ذا أوبزرفر. مؤرشف من الأصل في 2024-03-03. اطلع عليه بتاريخ 2021-08-11.
- Rundle، Guy (16 يوليو 2011). "On Your Marx, Set, Here We Go Again". الصحيفة الأسترالية. ص. 25. بروكويست 876867071. {{استشهاد بخبر}}: templatestyles stripmarker في |المعرف= في مكان 1 (مساعدة)
- Wheen، Francis (27 مايو 2011). "Why Marx Was Right (Review)". فاينانشال تايمز. مؤرشف من الأصل في 2018-11-18. اطلع عليه بتاريخ 2021-08-18.
- Wroe، Nicholas (2 فبراير 2002). "High Priest of Lit Crit". الغارديان. مؤرشف من الأصل في 2023-06-16. اطلع عليه بتاريخ 2021-11-21.
- "Calgary Bestsellers". Calgary Herald. 19 مارس 2016. ص. G.11. بروكويست 1774381259. {{استشهاد بخبر}}: templatestyles stripmarker في |المعرف= في مكان 1 (مساعدة)

أشرطة فيديو
- "Why Marx Was Right". Institute of Art and Ideas. 4 ديسمبر 2012. مؤرشف من الأصل في 2023-09-24. اطلع عليه بتاريخ 2021-08-18.
- "Author video: Terry Eagleton Discusses 'Why Marx was Right'". Yale Books. مطبعة جامعة ييل. 23 يناير 2012. مؤرشف من الأصل في 2022-09-22. اطلع عليه بتاريخ 2021-08-18.

مصادر أخرى
- "Terry Eagleton". جامعة لانكستر. مؤرشف من الأصل في 2021-11-03. اطلع عليه بتاريخ 2021-11-19.